# Opas caudacuta
Opas caudacuta là một loài nhện trong họ Tetragnathidae.
Loài này thuộc chi Opas. Opas caudacuta được miêu tả năm 1873 bởi Taczanowski.